# Хорсшу Бенд (Ајдахо)
Хорсшу Бенд (енгл. Horseshoe Bend) град је у америчкој савезној држави Ајдахо.

## Демографија
По попису из 2010. године број становника је 707, што је 63 (-8,2%) становника мање него 2000. године.
| Група             | 2000.       | 2010.       |
| Белци             | 684 (88,8%) | 639 (90,4%) |
| Афроамериканци    | 0 (0,0%)    | 0 (0,0%)    |
| Азијати           | 1 (0,1%)    | 2 (0,3%)    |
| Хиспаноамериканци | 69 (9,0%)   | 51 (7,2%)   |
| Укупно            | 770         | 707         |